# Liste de peintures de Luca Penni
Cette page dresse la liste des peintures de Luca Penni, peintre italien actif en France au milieu du XVIe siècle.

## Liste
| Image | Identification                                                                                               | Date | Commentaire           | Lieu de conservation                     | N° de catalogue (Cordellier, 2012) |
| ----- | --- | ---- | --------------------- | ---------------------------------------- | ---------------------------------- |
|       | |      |                       |                                          |                                    |
|       | Le Christ déposé sur la pierre de l'onction Huile sur ardoise, 73 x 153 cm                                   |      |                       | Auxerre, cathédrale Saint-Étienne        | 79                                 |
|       | Vénus embrassant l'Amour Huile sur bois (transposée sur toile), 122 x 96 cm                                  |      |                       | Bourges, musée du Berry                  | 80                                 |
|       | Portrait d'Henri II Huile sur bois, 58 x 46 cm                                                               |      | Attribué à Luca Penni | Chantilly, musée Condé                   | 81                                 |
|       | Pietà Huile sur bois, 59 x 140 cm                                                                            |      |                       | Lille, Palais des Beaux-Arts             | 82                                 |
|       | Pietà entourée des Saintes Femmes et de saint Jean Huile sur bois, 88 x 102 cm                               |      |                       | Melbourne, National Gallery of Victoria  | 83                                 |
|       | Auguste et la sibylle de Tibur Huile sur bois, 84 x 103 cm                                                   |      |                       | Paris, musée du Louvre                   | 84                                 |
|       | Diane et Actéon Huile sur toile, 265 x 367 cm                                                                |      | Atelier de Luca Penni | Paris, musée du Louvre                   | 85                                 |
|       | Reine devant un roi tenant un crâne Huile sur bois (transposée sur toile), 102 x 74 cm                       |      |                       | Paris, musée du Louvre                   | 86                                 |
|       | La Vierge à l'Enfant avec le petit saint Jean et un donateur, dite Madone Strange Huile sur bois, 78 x 66 cm |      |                       | Collection particulière                  | 87                                 |
|       | Pietà au pied de la croix Huile sur bois, 197 x 145 cm                                                       |      | Attribué à Luca Penni | Saint-Pétersbourg, musée de l'Ermitage   | 88                                 |
|       | Vierge à l'Enfant avec le petit saint Jean Huile sur bois, 74,5 x 59,5 cm                                    |      |                       | Écouen, musée national de la Renaissance | 89                                 |
|       | L'Enlèvement d'Hélène Huile sur bois, 41,5 x 59 cm                                                           |      |                       | Localisation actuelle inconnue           | 90                                 |